# Coppa panamericana maschile under 21 di pallavolo 2022
La Coppa panamericana maschile under 21 di pallavolo 2022 si è svolta dal 3 all'8 ottobre 2022 a L'Avana, a Cuba: al torneo hanno partecipato otto squadre nazionali under 21 nordamericane e sudamericane e la vittoria finale è andata per la prima volta agli Stati Uniti.

## Impianti
|                                                                                      |  |  |
|                                                                                      |  |  |
| Coliseo de la Ciudad Deportiva Città: L'Avana Capienza: 15 000 Anno d'apertura: 1958 |  |  |

## Regolamento

### Formula
Le squadre hanno disputato una prima fase a gironi con formula del girone all'italiana; al termine della prima fase:
- Le prime due classificate di ciascun girone hanno acceduto alla fase finale per il primo posto, strutturata in quarti di finale, a cui hanno partecipato solo le seconde e le terze classificate, semifinali, finale per il terzo posto e finale.
- Le due eliminate ai quarti di finale e le quarte classificate di ciascun girone hanno acceduto alle semifinali per il quinto posto.

### Criteri di classifica
Se il risultato finale è stato di 3-0 sono stati assegnati 5 punti alla squadra vincente e 0 a quella sconfitta, se il risultato finale è stato di 3-1 sono stati assegnati 4 punti alla squadra vincente e 1 a quella sconfitta, se il risultato finale è stato di 3-2 sono stati assegnati 3 punti alla squadra vincente e 2 a quella sconfitta.
L'ordine del posizionamento in classifica è stato definito in base a:
- Numero di partite vinte;
- Punti;
- Ratio dei set vinti/persi;
- Ratio dei punti realizzati/subiti;
- Risultati degli scontri diretti.

## Squadre partecipanti
| Squadra         | Qualificazione      | Ultima partecipazione |
| --------------- | ------------------- | --------------------- |
| Canada          | -                   | Perù 2019             |
| Cile            | -                   | Perù 2019             |
| Cuba            | Paese organizzatore | Perù 2019             |
| Haiti           | -                   | Debutto               |
| Messico         | -                   | Canada 2015           |
| Nicaragua       | -                   | Debutto               |
| Rep. Dominicana | -                   | Perù 2019             |
| Stati Uniti     | -                   | Perù 2019             |

## Torneo

### Fase a gironi
| Girone A        | Girone B  |
| --------------- | --------- |
| Cile            | Canada    |
| Messico         | Cuba      |
| Rep. Dominicana | Haiti     |
| Stati Uniti     | Nicaragua |

#### Girone A

##### Risultati
| 3 ottobre 2022 Coliseo de la Ciudad Deportiva, L'Avana Durata: 2h:00 - Spettatori: 150 | Rep. Dominicana | 1 - 3 | Messico         | 25-20, 23-25, 24-26, 20-25        |
| 6 ottobre 2022 Coliseo de la Ciudad Deportiva, L'Avana Durata: 1h:27 - Spettatori: 100 | Stati Uniti     | 3 - 0 | Cile            | 25-18, 25-23, 25-17               |
| 4 ottobre 2022 Coliseo de la Ciudad Deportiva, L'Avana Durata: 2h:14 - Spettatori: 150 | Stati Uniti     | 3 - 2 | Messico         | 25-13, 24-26, 25-21, 22-25, 15-12 |
| 4 ottobre 2022 Coliseo de la Ciudad Deportiva, L'Avana Durata: 1h:43 - Spettatori: 450 | Rep. Dominicana | 0 - 3 | Cile            | 17-25, 21-25, 38-40               |
| 5 ottobre 2022 Coliseo de la Ciudad Deportiva, L'Avana Durata: 1h:57 - Spettatori: 150 | Cile            | 1 - 3 | Messico         | 13-25, 25-15, 24-26, 21-25        |
| 5 ottobre 2022 Coliseo de la Ciudad Deportiva, L'Avana Durata: 1h:13 - Spettatori: 300 | Stati Uniti     | 3 - 0 | Rep. Dominicana | 25-21, 25-15, 25-21               |

##### Classifica
| Pos | Squadra         | Pt | G | V | P | SV | SP | Ratio | PF  | PS  | Ratio |
| --- | --------------- | -- | - | - | - | -- | -- | ----- | --- | --- | ----- |
| 1   | Stati Uniti     | 13 | 3 | 3 | 0 | 9  | 2  | 4,500 | 261 | 212 | 1,231 |
| 2   | Messico         | 10 | 3 | 1 | 2 | 8  | 5  | 1,600 | 284 | 286 | 0,993 |
| 3   | Cile            | 6  | 3 | 1 | 2 | 4  | 6  | 0,666 | 231 | 242 | 0,954 |
| 4   | Rep. Dominicana | 1  | 3 | 1 | 2 | 1  | 9  | 0,111 | 225 | 261 | 0,862 |

#### Girone B

##### Risultati
| 3 ottobre 2022 Coliseo de la Ciudad Deportiva, L'Avana Durata: 1h:10 - Spettatori: 400 | Nicaragua | 0 - 3 | Canada | 15-25, 21-25, 11-25        |
| 3 ottobre 2022 Coliseo de la Ciudad Deportiva, L'Avana Durata: 1h:37 - Spettatori: 600 | Cuba      | 3 - 1 | Haiti  | 18-25, 25-17, 25-12, 25-11 |
| 4 ottobre 2022 Coliseo de la Ciudad Deportiva, L'Avana Durata: 1h:15 - Spettatori: 350 | Canada    | 3 - 0 | Haiti  | 25-17, 25-19, 25-14        |
| 4 ottobre 2022 Coliseo de la Ciudad Deportiva, L'Avana Durata: 1h:10 - Spettatori: 600 | Nicaragua | 0 - 3 | Cuba   | 16-25, 20-25, 15-25        |
| 5 ottobre 2022 Coliseo de la Ciudad Deportiva, L'Avana Durata: 1h:42 - Spettatori: 150 | Nicaragua | 1 - 3 | Haiti  | 25-18, 9-25, 24-26, 21-25  |
| 5 ottobre 2022 Coliseo de la Ciudad Deportiva, L'Avana Durata: 1h:57 - Spettatori: 700 | Cuba      | 1 - 3 | Canada | 25-22, 23-25, 23-25, 17-25 |

##### Classifica
| Pos | Squadra   | Pt | G | V | P | SV | SP | Ratio | PF  | PS  | Ratio |
| --- | --------- | -- | - | - | - | -- | -- | ----- | --- | --- | ----- |
| 1   | Canada    | 14 | 3 | 3 | 0 | 9  | 1  | 9,000 | 247 | 185 | 1,335 |
| 2   | Cuba      | 10 | 3 | 2 | 1 | 7  | 4  | 1,750 | 256 | 213 | 1,201 |
| 3   | Haiti     | 5  | 3 | 1 | 2 | 4  | 7  | 0,571 | 209 | 247 | 0,846 |
| 4   | Nicaragua | 1  | 3 | 0 | 3 | 1  | 9  | 0,111 | 177 | 244 | 0,725 |

### Fase finale

#### Finali 1º e 3º posto
|  | Quarti  | Quarti      |             |      | Semifinali         | Semifinali         |  |  | Finale 1º/2º posto | Finale 1º/2º posto |
|  |         |             |             |      |                    |                    |  |  |                    |                    |
|  |         |             |             |      |                    |                    |  |  |                    |                    |
|  |         |             |             |      |                    |                    |  |  |                    |                    |
|  | -       | -           |             |      |                    |                    |  |  |                    |                    |
|  | -       | -           |             |      |                    |                    |  |  |                    |                    |
|  | -       | -           |             |      |                    |                    |  |  |                    |                    |
|  | -       | -           | Canada      | 2    |                    |                    |  |  |                    |                    |
|  |         |             | Canada      | 2    |                    |                    |  |  |                    |                    |
|  |         | Messico     | 3           |      |                    |                    |  |  |                    |                    |
|  | Messico | Messico     | 3           | 3    |                    |                    |  |  |                    |                    |
|  | Messico |             |             | 3    |                    |                    |  |  |                    |                    |
|  | Haiti   | 0           |             |      |                    |                    |  |  |                    |                    |
|  | Haiti   | 0           | Messico     | 0    |                    |                    |  |  |                    |                    |
|  |         |             | Messico     | 0    |                    |                    |  |  |                    |                    |
|  |         | Stati Uniti | 3           |      |                    |                    |  |  |                    |                    |
|  | -       | Stati Uniti | 3           | -    |                    |                    |  |  |                    |                    |
|  | -       |             |             | -    |                    |                    |  |  |                    |                    |
|  | -       | -           |             |      |                    |                    |  |  |                    |                    |
|  | -       | -           | Stati Uniti | 3    | Finale 3º/4º posto | Finale 3º/4º posto |  |  |                    |                    |
|  |         |             | Stati Uniti | 3    | Finale 3º/4º posto | Finale 3º/4º posto |  |  |                    |                    |
|  |         | Cuba        | 2           |      |                    |                    |  |  |                    |                    |
|  | Cuba    | Cuba        | 2           | 3    | Canada             | 3                  |  |  |                    |                    |
|  | Cuba    |             |             | 3    | Canada             | 3                  |  |  |                    |                    |
|  | Cile    | 0           |             | Cuba | 2                  |                    |  |  |                    |                    |
|  | Cile    | 0           |             |      | 2                  |                    |  |  |                    |                    |
|  |         |             |             |      |                    |                    |  |  |                    |                    |
|  |         |             |             |      |                    |                    |  |  |                    |                    |

##### Quarti di finale
| 6 ottobre 2022 Coliseo de la Ciudad Deportiva, L'Avana Durata: 1h:26 - Spettatori: 150 | Messico | 3 - 0 | Haiti | 26-24, 25-18, 25-17 |
| 6 ottobre 2022 Coliseo de la Ciudad Deportiva, L'Avana Durata: 1h:22 - Spettatori: 400 | Cuba    | 3 - 0 | Cile  | 25-18, 25-15, 25-19 |

##### Semifinali
| 7 ottobre 2022 Coliseo de la Ciudad Deportiva, L'Avana Durata: 2h:11 - Spettatori: 1 000 | Stati Uniti | 3 - 2 | Cuba    | 25-21, 25-14, 20-25, 24-26, 15-12 |
| 7 ottobre 2022 Coliseo de la Ciudad Deportiva, L'Avana Durata: 2h:14 - Spettatori: 500   | Canada      | 2 - 3 | Messico | 23-25, 18-25, 25-23, 25-20, 13-15 |

##### Finale 3º posto
| 8 ottobre 2022 Coliseo de la Ciudad Deportiva, L'Avana Durata: 2h:14 - Spettatori: 500 | Canada | 3 - 2 | Cuba | 13-25, 25-19, 25-15, 22-25, 15-12 |

##### Finale
| 8 ottobre 2022 Coliseo de la Ciudad Deportiva, L'Avana Durata: 1h:21 - Spettatori: 650 | Messico | 0 - 3 | Stati Uniti | 19-25, 28-30, 14-25 |

#### Finali 5º e 7º posto
|  | semifinali      | semifinali      | semifinali |      |                 | finale 5º posto | finale 5º posto | finale 5º posto |  |
|  |                 |                 |            |      |                 |                 |                 |                 |  |
|  | Haiti           | Haiti           | 0          |      |                 |                 |                 |                 |  |
|  | Haiti           | Haiti           | 0          |      |                 |                 |                 |                 |  |
|  | Rep. Dominicana | Rep. Dominicana | 3          |      |                 |                 |                 |                 |  |
|  | Rep. Dominicana | Rep. Dominicana | 3          |      | Rep. Dominicana | Rep. Dominicana | 3               |                 |  |
|  |                 |                 |            |      | Rep. Dominicana | Rep. Dominicana | 3               |                 |  |
|  |                 |                 | Cile       | Cile | 2               |                 |                 |                 |  |
|  | Nicaragua       | Nicaragua       | Cile       | Cile | 2               | 1               |                 |                 |  |
|  | Nicaragua       | Nicaragua       |            |      |                 | 1               |                 |                 |  |
|  | Cile            | Cile            | 3          |      |                 | finale 7º posto | finale 7º posto | finale 7º posto |  |
|  | Cile            | Cile            | 3          |      |                 |                 |                 |                 |  |
|  |                 |                 |            |      |                 |                 |                 |                 |  |
|  |                 |                 |            |      |                 | Haiti           | Haiti           | 3               |  |
|  |                 |                 |            |      |                 | Haiti           | Haiti           | 3               |  |
|  |                 |                 |            |      |                 | Nicaragua       | Nicaragua       | 1               |  |

##### Semifinali
| 7 ottobre 2022 Coliseo de la Ciudad Deportiva, L'Avana Durata: 1h:22 - Spettatori: 100 | Rep. Dominicana | 3 - 0 | Haiti | 25-23, 25-23, 25-19        |
| 7 ottobre 2022 Coliseo de la Ciudad Deportiva, L'Avana Durata: 1h:46 - Spettatori: 100 | Nicaragua       | 1 - 3 | Cile  | 25-21, 13-25, 19-25, 18-25 |

##### Finale 7º posto
| 8 ottobre 2022 Coliseo de la Ciudad Deportiva, L'Avana Durata: 1h:44 - Spettatori: 100 | Haiti | 3 - 1 | Nicaragua | 22-25, 25-22, 25-23, 25-18 |

##### Finale 5º posto
| 8 ottobre 2022 Coliseo de la Ciudad Deportiva, L'Avana Durata: 2h:05 - Spettatori: 150 | Rep. Dominicana | 3 - 2 | Cile | 15-25, 25-21, 19-25, 25-22, 15-13 |

## Classifica finale
| Pos     | Squadra         | Rosa |
| ------- | --------------- | --- |
| Oro     | Stati Uniti     | Formazione: 1 Read, 2 Connelly, 4 Hillis, 8 Teune, 10 Morgan, 11 Roberts, 12 Rowan, 13 Wetzel, 14 McCullough, 16 Omene, 17 Moser, 20 Rama, 21 Smith, CT: Hosack          |
| Argento | Messico         | Formazione: 1 García, 3 Maldonado, 5 Viña, 6 Vásquez, 7 Chávez, 9 Ibarra, 10 Castañeda, 12 Arredondo, 13 González, 15 Esquivel, 20 Beltrán, 22 Domínguez, CT: Romero     |
| Bronzo  | Canada          | Formazione: 1 Hershtynovich, 3 Musschoot, 4 L. Greves, 6 Martens, 7 Mills, 8 M. Greves, 9 Elser, 11 Schoenherr, 12 Gingera, 13 Sargent, 15 Opseth, 21 Obi, CT: Josephson |
| 4       | Cuba            | Formazione: 1 Wilson, 2 Mc Kentochi, 4 Camino, 5 Iglesias, 6 Y. González, 7 Ricardo, 8 Ramírez, 9 A. González, 11 Suárez, 12 Gómez, 14 Valle, 17 Contreras, CT: Cruz     |
| 5       | Rep. Dominicana | Formazione: 2 Figueroa, 4 Pichardo, 5 Mesa, 7 Molina, 8 Rosti, 10 Antigua, 12 Guerrero, 14 Ramírez, 15 Rosario, 16 González, 18 Ortiz, 19 Gómez, CT: Mañón               |
| 6       | Cile            | Formazione: 1 Collao, 2 Bugueño, 3 Urra, 4 Gutiérrez, 5 Valenzuela, 6 Ruiz, 7 Derpich, 10 Filgueira, 12 Gei, 13 Menéndez, 15 Fuentes, 21 Lillo, CT: Villarreal           |
| 7       | Haiti           | Formazione: 1 Estinor, 2 Valcourt, 3 Alvarese, 4 Antoine, 5 St-Vil, 6 Maurice, 7 Saint-Ulysse, 8 Dieulengy, 9 Pierre, 10 Alcinor, 11 Beauvoir, 12 Sénat, CT: Siecle      |
| 8       | Nicaragua       | Formazione: 1 Cruz, 2 Chavarría, 3 Hernández, 6 Castillo, 7 León, 8 Guadamuz, 9 Espinoza, 10 Blandón, 11 Manzanares, 12 Palacios, 17 Navas, 19 Altamirano, CT: Mena      |

|  |  | Qualificata al campionato mondiale 2023 |

## Premi individuali[3]
| Premio                | Nome               | Squadra     |
| --------------------- | ------------------ | ----------- |
| MVP                   | Andrew Rowan       | Stati Uniti |
| Miglior realizzatore  | Alejandro González | Cuba        |
| Miglior servizio      | Andrew Rowan       | Stati Uniti |
| Miglior difesa        | Axel Altamirano    | Nicaragua   |
| Miglior ricevitore    | Logan Greves       | Canada      |
| Miglior palleggiatore | Andrew Rowan       | Stati Uniti |
| Miglior opposto       | Alejandro González | Cuba        |
| Miglior schiacciatore | Bryan Camino       | Cuba        |
| Miglior schiacciatore | Zachary Rama       | Stati Uniti |
| Miglior centrale      | Martín Collao      | Cile        |
| Miglior centrale      | Marc Smith         | Stati Uniti |
| Miglior libero        | Axel Altamirano    | Nicaragua   |